# Vosztok (hordozórakéta)

Az R–7-en alapuló rakéták, középen a Vosztok hordozórakéta

A Vosztok (oroszul: Восток,, magyar jelentése: kelet, GRAU-kódja: 8K72) a szovjet R–7 Szemjorka interkontinentális ballisztikus rakétából a Vosztok-program számára kifejlesztett hordozórakéta, melyet később műholdindításokra is használtak. 4725 kg terhet állíthat alacsony pályára és 500 kg-ot holdi átmeneti pályára.

## Története
A Vosztok rakétát először 1960. december 22-én indították. 1961. április 12-én Vosztok rakétával indították az első embert a világűrbe. 1980. március 18-án Pleszeckben súlyos baleset történt. Egy Vosztok–2M rakéta az indítóállványon, üzemanyag-feltöltés közben felrobbant, 48 ember meghalt.

## Változatok
A rakéta fontosabb változatai:
- Vosztok (8K72) – a Vosztok űrhajó prototípusának és a korai Luna űrszondák indítására használták.
- Vosztok–K (8K72K) – a Vosztok javított változata, melyet az emberes űrrepülésekre használtak.
- Vosztok–2 (8A92) – a Zenyit felderítő műholdak indítására használták az 1960-as években.
- Vosztok–2M (8A92M) – módosított változat a Metyeor műholdak indítására. A kezdeti időszakban ezzel indították a Celina–D műholdak első példányait is.

## Műszaki adatai (Vosztok–K)
| Fokozat                 | Starttömeg | Üres tömeg | Tolóerő                 | Isp                   | Égési idő | Isp(sl)               | Átmérő | Fesztáv | Hossz   | Hajtóanyag               | Hajtóművek           |
| ----------------------- | ---------- | ---------- | ----------------------- | --------------------- | --------- | --------------------- | ------ | ------- | ------- | ------------------------ | -------------------- |
| Gyorsító fokozat (4 db) | 43 300 kg  | 3710 kg    | 4 x 99 000 kgf (971 kN) | 313 mp (3,07 kN·s/kg) | 118 mp    | 256 mp (2,51 kN·s/kg) | 2,68 m | 8,35 m  | 19,00 m | folyékony oxigén/kerozin | 1 x RD–107–8D74–1959 |
| Első fokozat            | 100 400 kg | 6800 kg    | 912 kN                  | 315 mp (3,09 kN·s/kg) | 301 mp    | 248 mp (2,43 kN·s/kg) | 2,99 m |         | 28,00 m | folyékony oxigén/kerozin | 1 x RD–108–8D75–1959 |
| Második fokozat         | 7775 kg    | 1440 kg    | 54,5 kN                 | 326 mp (3,20 kN·s/kg) | 365 mp    |                       | 2,56 m | 2,56 m  | 2,84 m  | folyékony oxigén/kerozin | 1 x RD–109           |